# Rodrigo Barrera
Rodrigo Barrera (* 30. Oktober 1970 in Santiago de Chile) ist ein ehemaliger chilenischer Fußballspieler, der im offensiven Mittelfeld bzw. im Angriff agierte.

## Laufbahn
Barrera begann seine Profikarriere 1988 beim in seiner Heimatstadt ansässigen CD Universidad Católica, mit dem er 1991 den chilenischen Pokalwettbewerb und drei Jahre später die Copa Interamericana gewann. Ein weiterer großer Erfolg war das Erreichen der Finalspiele um die Copa Libertadores 1993.
1995 wechselte Barrera zum Club Necaxa in die mexikanische Liga und half den Rayos, ihren bereits in der Vorsaison 1994/95 gewonnenen Meistertitel zu verteidigen.
Anschließend kehrte er nach Chile zurück, wo er die nächsten Spielzeiten beim CF Universidad de Chile verbrachte und insgesamt dreimal die chilenische Meisterschaft sowie zwei weitere Male den Pokalwettbewerb gewann.
Zwischen 1993 und 1998 absolvierte Barrera insgesamt 22 Einsätze für die chilenische Nationalmannschaft, bei denen er fünf Treffer erzielte. Er gehörte auch zum chilenischen Aufgebot bei der WM 1998 in Frankreich, kam dort allerdings nicht zum Einsatz.

## Erfolge

### National
- Chilenischer Meister: 1999, 2000, Apertura 2004 (alle mit Universidad de Chile)
- Chilenischer Pokalsieger: 1991 (mit Universidad Católica), 1998 und 2000 (mit Universidad de Chile)
- Mexikanischer Meister: 1995/96 (mit Necaxa)

### International
- Copa Interamericana: 1994 (mit Universidad Católica)
- Copa Libertadores: Finale 1993 (mit Universidad Católica)